# ローストビーフ

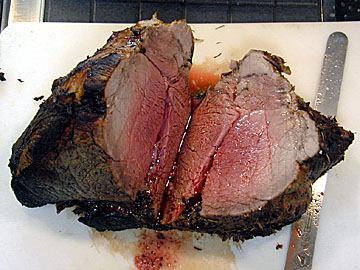
ローストビーフの塊

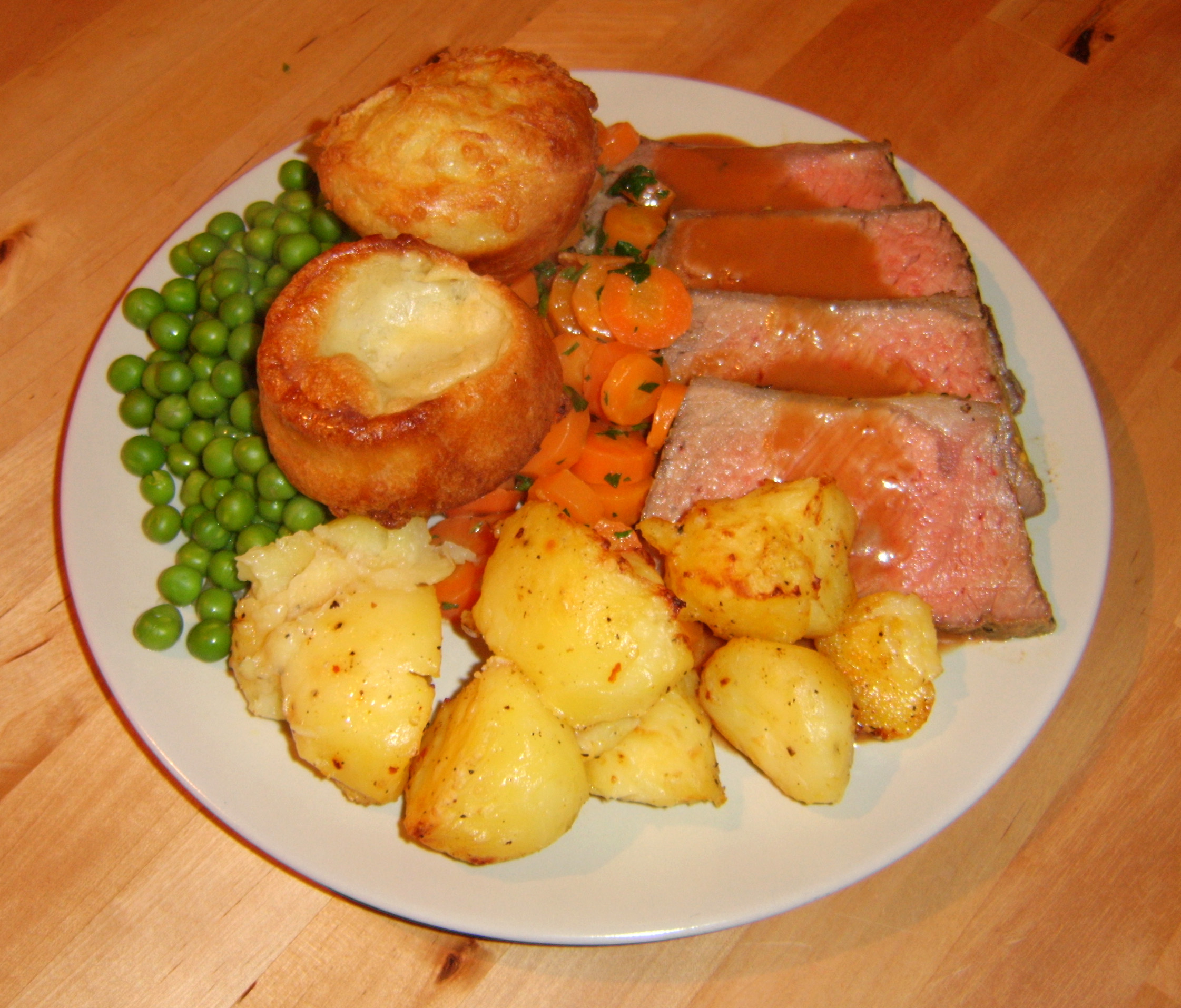
ヨークシャー・プディング他を添えたローストビーフ

ローストビーフ（英: Roast beef）またはローステッドビーフは、伝統的なイギリス料理のひとつ。牛肉の塊をオーブンなどで蒸し焼きにし、薄くスライスしたもの。

## 概要
焼きあがった後は薄くスライスして、グレイビーをかけて食べる。薬味としてホースラディッシュ、マスタードやクレソンとともに供される。またサンドイッチの具やハッシュドビーフに用いられることもある。中身をほんのり赤みが残る程度に焼き上げるのが最上とされている。
イギリスではローストビーフは伝統的に日曜日の午後に食べる昼食（サンデーロースト）のメインディッシュとして扱われ、この際にはヨークシャー・プディングを添える。もっともかつての貧しい家庭においては、ヨークシャー・プディングの量を増やして腹を満たし、ローストビーフの量を節約する事があり、実質上、主食と副食の関係が逆転する場合もあった。
残り物の冷たいローストビーフは、翌日月曜日に チップス（フライドポテト）とサラダとともに 晩ご飯（Monday tea）に供される。かつてのイギリス貴族は日曜日には牛をまるごと一頭屠ってローストビーフを焼くサンデーローストという習慣があり、大量の残り物で平日の食事をまかなっていた。このような習慣によって、イギリス料理にはローストビーフ以外には大して美味しいものが無いという状態になり、「イギリス料理はまずい」という評判をつくる原因のひとつになっている。
その一方、ローストビーフの残り肉の調理法のひとつとして、植民地インド由来のカレーを作る文化が生まれ、他国にも広まった。
また、エンドカット部分は旨味が一番染み込んでおり、エンドカットを指定して注文する客も少なくはない。エンドカット部分は肉塊一つから両端の2つしか取れないため貴重である。
日本においては、人目を引く一品として加えることも多い。また、丼飯の上にスライスして並べた「ローストビーフ丼」も2016年頃より若い世代に人気を博しており、生卵やマヨネーズ、ヨーグルトソースなどをかけて食される。